# Eugène von Rosen
Eugène Erik Adalbert August von Rosen, född den 24 juni 1870 i Stockholm, död den 1 juni 1950 i Vendels församling, Uppsala län, var en svensk greve, godsägare, diplomat och hovman.
von Rosen avlade juris utriusque kandidatexamen vid Uppsala universitet 1894. Han var reservauditör vid Göta livgarde 1895–1902, attaché i Berlin, London, Sankt Petersburg, Washington 1895–1899, andre sekreterare i utrikesdepartementet 1899–1901, legationsråd i Wien och Bukarest 1916–1918, företrädde Kinas intressen i Wien 1917 och blev ministerresident i disponibilitet 1918. von Rosen blev överceremonimästare 1919. Han innehade genom åren en stor mängd allmänna och enskilda förtroendeuppdrag, bland annat som landstingsman 1904–1910 och nämndeman 1901–1912. von Rosen var hedersledamot av Uplands nation i Uppsala. Han ägde Örbyhus gods och verkställde omfattande restaureringsarbeten vid Örbyhus slott. von Rosen blev kommendör av andra klassen av Nordstjärneorden 1920, kommendör av första klassen av samma orden 1926 och kommendör med stora korset 1934.
Eugène von Rosen var son till Carl Gustaf von Rosen och Ella von Rosen, född Carlton Moore. Han var bror till Reinhold, Clarence och Eric von Rosen. Eugène von Rosen var första gången (1901–1927) gift med Eleonore Wijk (1880–1970) i hennes första gifte, dotter till grosshandlare Olof Wijk den yngre och Caroline Wijk, född Dickson, och andra gången (från 1937 till sin död) med Metta von Rosen, född Breitholtz (1903–1984), dotter till byrådirektör Claës Breitholtz och Ida Breitholtz, född Edling. I första äktenskapet var han far till Eric och Elsa von Rosen, i det andra till Christina d'Otrante.